# Воскресеновский сельсовет (Амурская область)
Воскресе́новский сельсове́т — сельское поселение в Михайловском районе Амурской области.
Административный центр — село Воскресеновка.

## История
11 июля 2005 года в соответствии с Законом Амурской области № 30-ОЗ муниципальное образование наделено статусом сельского поселения.

## Население
| 2002 | 2010 | 2011 | 2012 | 2013 | 2014 | 2015 |
| ---- | ---- | ---- | ---- | ---- | ---- | ---- |
| 676  | ↘519 | →519 | ↗520 | ↘511 | →511 | ↘506 |
| 2016 | 2017 | 2018 | 2021 |      |      |      |
| ↘478 | ↘466 | ↘445 | ↘423 |      |      |      |

## Состав сельского поселения
| № | Населённый пункт | Тип населённого пункта       | Население |
| - | ---------------- | ---------------------------- | --------- |
| 1 | Воскресеновка    | село, административный центр | ↘230      |
| 2 | Воскресеновка    | железнодорожная станция      | ↘98       |
| 3 | Кавказ           | село                         | ↘64       |
| 4 | Шумиловка        | село                         | ↘53       |